# Autodrehkran Bleichert

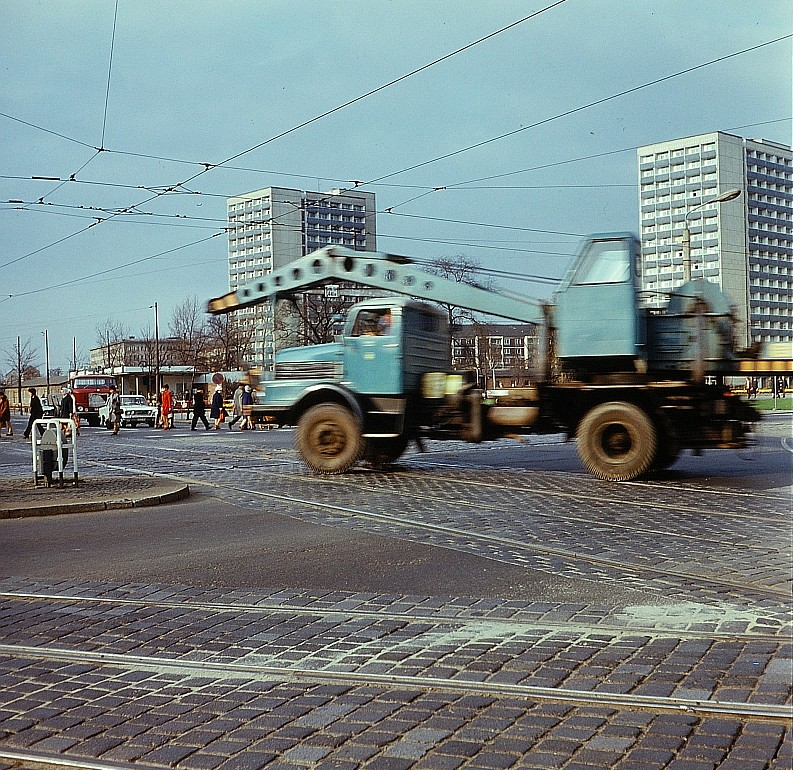
IFA H6 mit Bleichert-Kranaufbau

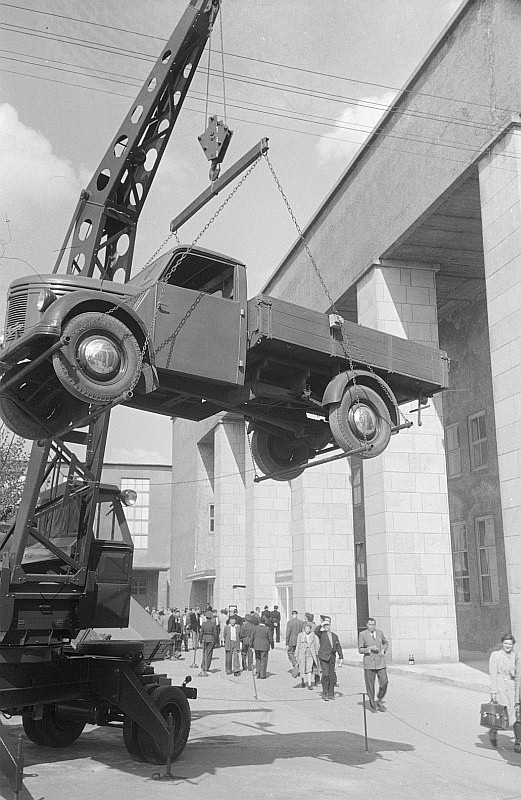
Kranzug 3 HSA auf dem Freigelände der Technischen Messe 1953

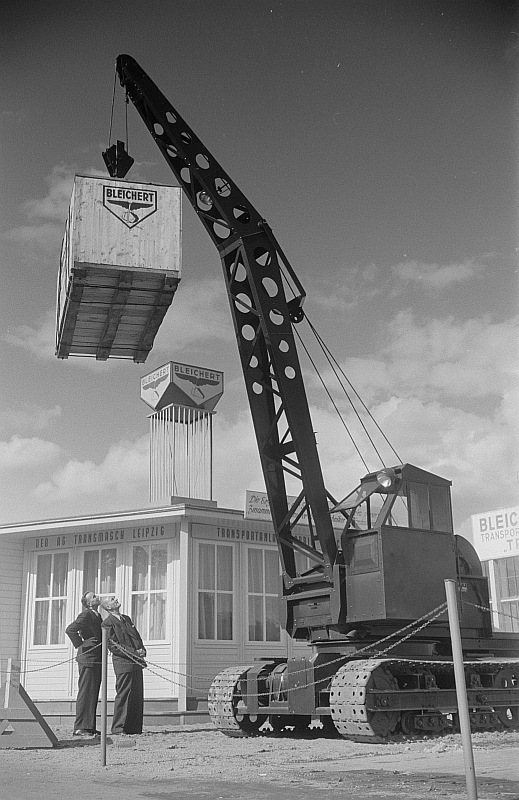
RK 3 „Mitschurin“ auf der Herbstmesse Leipzig 1952

Der ADK 3 „Bleichert“ war einer der ersten Autodrehkräne, der nach dem Zweiten Weltkrieg von der sowjetischen Firma „Bleichert Transportanlagen-Fabrik Leipzig SAG“ in der DDR produziert wurde. Er wurde weiter modifiziert und zum ADK 5 „Bleichert“ weiterentwickelt. Weitere vom ADK 3 „Bleichert“ abgeleitete Typen entstanden auf Ketten- und Schienenfahrzeugen.

## ADK 3 „Bleichert“
Dieser diesel-elektrische 3-Tonnen-Kran wurde ab 1948 zunächst als Reparationsleistung in die Sowjetunion als Kranaufbau-Bausatz geliefert. Dort wurde der Kran als „Блейхерт“ (Bleichert) bekannt. Der Bausatz wurde in verschiedenen Werken in der Sowjetunion auf Fahrgestelle der Typen ZIS-5, ZIS-150, ZIS-151, ZIL-164 und Studebaker US6 montiert. Viele dieser Werke entwickelten daraufhin ähnliche Kräne wie zum Beispiel den diesel-elektrischen Kran „ДЭК-51“.
1952 begann man bei der Firma Bleicher in Zusammenarbeit mit IFA Chemnitz, dem Ernst Grube Werk Werdau und dem Hunger-Anhänger und Fahrzeug-Bau Frankenberg mit der Entwicklung eines Kranzuges in Form eines Sattelschleppers. Als Sattelzugmaschine wurde ein NKW H3A verbaut, auf dem Sattelauflieger wurde der Oberwagen des ADK 3 "SIS" aufgebaut. Antrieb und Steuerung erfolgten elektrisch, eine Fremdstromeinspeisung war möglich. Der Kranzug 3 wurde nur einmal gebaut.
In Leipzig begann man um 1954 mit der Produktion des „ADK 3 H3A Bleichert“ auf Basis LKW IFA H3A. Das Kraftfahrzeugwerk „Ernst Grube“ Werdau lieferte das SW12-Fahrgestell, welches mit Stützen für den stationären Betrieb versehen wurde. Ein Generator sorgte mit seinem Kraftstrom und einer Leistung von 19 kVA bei 1500/min für die Funktionsfähigkeit der einzelnen Aggregate. Das Hubwerk besaß ein 6 kW-Aggregat, der Motor des Einziehwerkes hatte eine Leistung von 2,5 kW und das Drehwerk wurde von einem 1,6 kW-Motor getrieben.
Für das Militär baute man ab 1953 den Kranaufbau auf den Allrad-LKW IFA G5 (nicht zu verwechseln mit dem ADK III/3-G5, der ebenfalls auf dem G5 montiert wurde).

## ADK 5 „Bleichert“
Mit dem Fahrgestell des IFA H6 und einem zusätzlichen Gegengewicht gelang es, die Tragfähigkeit des auf dem ADK 3 basierenden Kranes auf 5 t bei 2,5 m Ausladung zu erhöhen. Der seilmechanische ADK 5 konnte die Last jedoch nur stationär bewegen, das Fahren mit der Last war nicht zulässig. Das Heben des Auslegers dauerte 27 Sekunden. Der Kran konnte um 360 Grad gedreht werden, jedoch war unter Last nur eine Drehung von etwa 270 Grad im rückwärtigen Bereich möglich. Die maximale Ausladung betrug 5,5 m bei 1,2 t, die Hubhöhe lag bei 6,5 m. Der Kran konnte wahlweise über den fahrzeugeigenen Generator oder einen Wechselstrom-Netzanschluss betrieben werden. Zwischen 1954 und 1957 wurden 60 Automobilkräne ADK 5 H6 „Bleichert“ gebaut.

## RK 3 „Mitschurin“
Der Raupenkran 3 „Mitschurin“ bestand ebenfalls aus dem Oberwagen des ADK 3. Bei der Firma Bleichert entstanden im Zeitraum von 1953 bis 1960 507 Stück. Weitere 170 Stück wurden dann bis 1965 im VEB Förderanlagen „7. Oktober“ Magdeburg produziert. Dort wurde dann auch das Modell RK 3/1 in einer Stückzahl von 255 von 1963 bis 1965 gebaut. Der Raupenkran 3 wurde durch ein Kabel mit Energie versorgt.